# آگوستین آدورنی
آگوستین آدورنی (انگلیسی: Agustin Adorni؛ زادهٔ ۱۸ ژوئن ۱۹۹۰) بازیکن فوتبال اهل آرژانتین است.